# Emil Pohle
Emil Pohle (* 27. August 1885 in Hedersleben; † 30. März 1962 in Kassel) war ein deutscher Architekt.

## Leben
Nach einer Tischlerlehre besuchte Pohle die Kunstgewerbeschule Düsseldorf, an der er bei Wilhelm Kreis, Emil Fahrenkamp und Alfred Fischer lernte. Er arbeitete vor dem Ersten Weltkrieg im Büro des Architekten Karl Wach und als Assistent bei Edmund Körner an der Darmstädter Künstlerkolonie. Nach 1918 lebte und arbeitete Pohle in Dortmund, nach teils widersprüchlichen Angaben war er zeitweise Büroleiter der Architekten D. & K. Schulze, arbeitete aber auch früh selbstständig und zum Teil in Partnerschaft mit dem Architekten Adolf Ott und seinem jüngeren Bruder Bruno Pohle. Bis zum Zweiten Weltkrieg gehörte Pohle zu den erfolgreichsten Architekten Dortmunds, auch in überregionalen Wettbewerben wurden seine Entwürfe häufig mit Preisen ausgezeichnet. 1940 schloss er sein Büro in Dortmund, das später bei einem Luftangriff zerstört wurde. 1944 bis 1960 lebte er in Kassel, wo er ebenfalls erfolgreich tätig war.
Emil Pohle war Mitglied im Deutschen Werkbund (DWB) und im Bund Deutscher Architekten (BDA).

## Bauten (Auswahl)

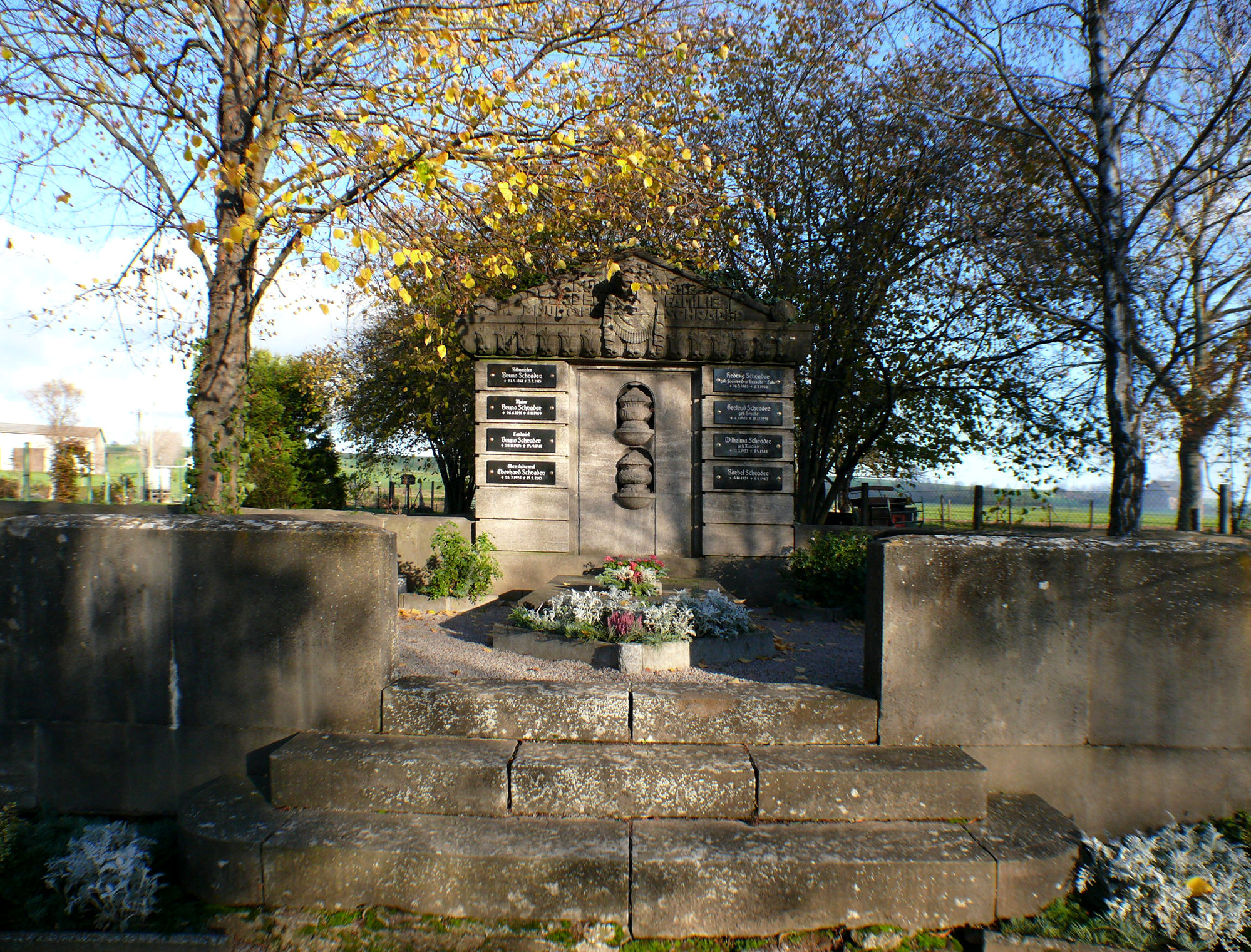
Grabmal Schrader von 1915
weitere Bilder

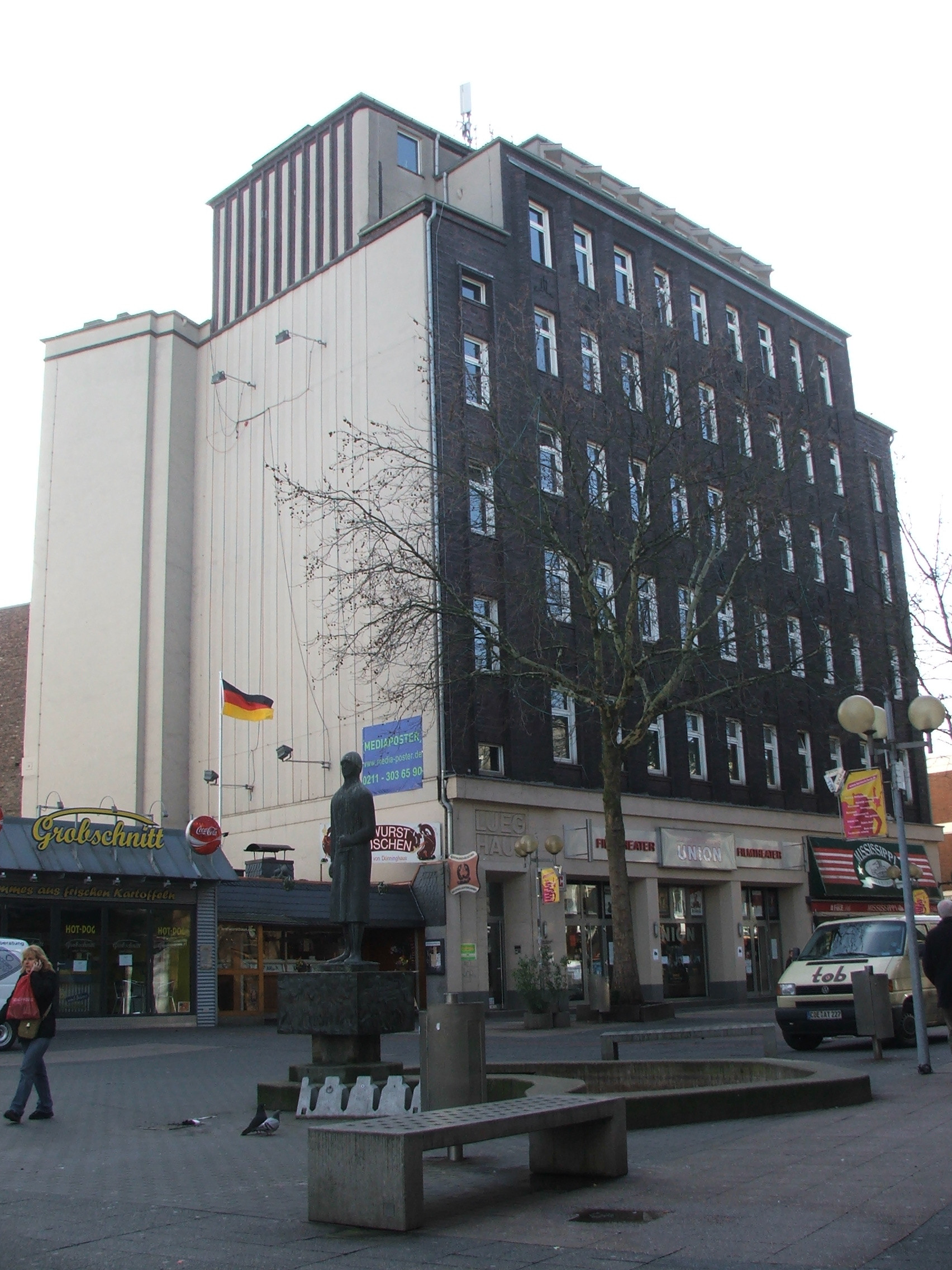
Lueg-Haus (1924–1925)

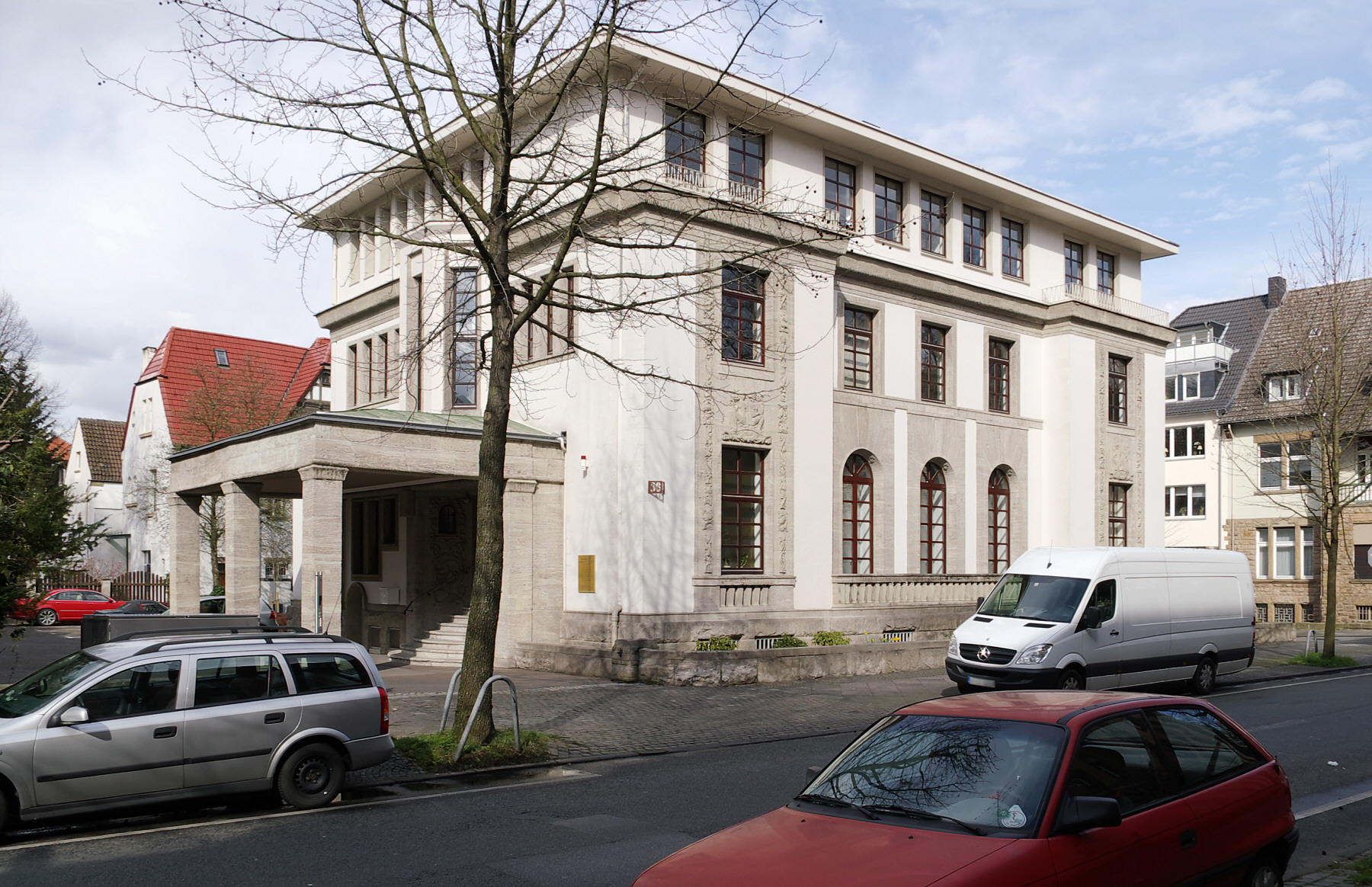
Villa Moritz Klönne (1922–1923)

- 1915: Grabanlage der Klostergutsbesitzerfamilie Schrader (Erben Heynes) in Hedersleben
- 1921: Fassadengestaltung des Tapetengeschäftes Schröder & Baum in Dortmund (nicht erhalten)
- 1922: Wohnhaus Dr. Elias in Dortmund (verändert)
- 1922–1923: Villa Klönne in Dortmund, Prinz-Friedrich-Karl-Straße 36 (unter Denkmalschutz)
- 1923/1924: Verwaltungsgebäude der Firma Märkische Seifen-Industrie in Witten (stark verändert)
- 1924: Wohnhaus Kälz in Bochum-Ehrenfeld (erhalten)
- 1924–1925: Büro- und Geschäftshaus der Fahrzeug-Werke Lueg in Bochum, heute Friedrich-Lueg-Haus (verändert)
- 1925: Villa für den Brauereidirektor Mauritz in Dortmund (nicht erhalten)
- 1925: Villa Stallmeyer in Witten (erhalten)
- 1925–1926: Haus Tilmann in Arnsberg
- vor 1926: Haus Dr. F. in Dortmund[1]
- 1926–1927: Wohnhaus Beuing, genannt „Villa Diana“, in Bochum, Gudrunstraße 21 (unter Denkmalschutz)[2]
- 1927: Wohnhaus Bastheim in Dortmund, Rosa-Luxemburg-Straße 18 (verändert)
- um 1928: Villa Cords in Rostock-Gehlsdorf
- 1929: Villa Schlenkhoff in Dortmund, Rote-Becker-Straße 29 (südliche Gartenstadt) (erhalten)
- 1929: Büro- und Geschäftshaus der Gebr. Schürmann AG, sog. „Reinoldi-Haus“, in Dortmund (nicht erhalten)
- um 1930: eigenes Wohnhaus in Dortmund-Reichsmark (verändert)
- 1931: Villa Sendker in Freckenhorst, Warendorfer Straße 86
- 1932: Wohnhaus Hogrefe in Dortmund
- 1934: Villa Lübbert in Dortmund (verändert)
- um 1938: Villa Dr. Wolff in Dortmund
- 1952: Walmdachbungalow in Villensiedlung Mulang Steinhöferstraße 12 Kassel, modernisiert durch Arch. Theo Bode (Kulturdenkmal)
- 1954: Villa für Major Beichhold in Kassel[3]
- 1960: Schlangenweg 13 in Kassel[4]